# 40-й гвардейский корпусной артиллерийский полк
40-й гвардейский корпусной артиллерийский Одесский Краснознамённый полк — воинская часть Вооружённых сил СССР в Великой Отечественной войне.

## История
Полк сформирован путём преобразования 312-го артиллерийского полка 11 марта 1942 года в Павлово-на-Оке. При формировании полк состоял из трёх артиллерийских дивизионов (по 3 батареи из 4-х орудий каждый):
- 1-й 76-мм полевых орудий
- 2-й 122-мм пушек
- 3-й 120-мм миномётов[1].

В составе действующей армии с 11 марта 1942 по 16 октября 1942, с 5 ноября 1942 по 7 июня 1944 и с 15 июня 1944 по 9 мая 1945 года.

По формировании направлен на фронт, разгрузился на станции Глажево, передислоцирован в район Погостья, где вошёл в состав 4-го гвардейского стрелкового корпуса, с которым в дальнейшем прошёл весь боевой путь. Полк закончил войну в Берлине.

## Подчинение
| Вышестоящие воинские части 40-го гвардейского корпусного артиллерийского полка | Вышестоящие воинские части 40-го гвардейского корпусного артиллерийского полка | Вышестоящие воинские части 40-го гвардейского корпусного артиллерийского полка | Вышестоящие воинские части 40-го гвардейского корпусного артиллерийского полка | Вышестоящие воинские части 40-го гвардейского корпусного артиллерийского полка |            |
| Дата                                                                           | Фронт (округ)                                                                  | Армия                                                                          | Дивизия                                                                        | Бригада                                                                        | Примечания |
| ------------------------------------------------------------------------------ | ------------------------------------------------------------------------------ | ------------------------------------------------------------------------------ | ------------------------------------------------------------------------------ | ------------------------------------------------------------------------------ | ---------- |
| 01.04.1942 года                                                                | Ленинградский фронт                                                            | 54-я армия                                                                     | -                                                                              | -                                                                              | -          |
| 01.05.1942 года                                                                | Ленинградский фронт (Группа войск Волховского направления)                     | 54-я армия                                                                     | -                                                                              | -                                                                              | -          |
| 01.06.1942 года                                                                | Ленинградский фронт (Волховская группа войск)                                  | 54-я армия                                                                     | -                                                                              | -                                                                              | -          |
| 01.07.1942 года                                                                | Волховский фронт                                                               | 54-я армия                                                                     | -                                                                              | -                                                                              | -          |
| 01.08.1942 года                                                                | Волховский фронт                                                               | 54-я армия                                                                     | -                                                                              | -                                                                              | -          |
| 01.09.1942 года                                                                | Волховский фронт                                                               | 8-я армия                                                                      | -                                                                              | -                                                                              | -          |
| 01.10.1942 года                                                                | Волховский фронт                                                               | 2-я ударная армия                                                              | -                                                                              | -                                                                              | -          |
| 01.11.1942 года                                                                | Резерв Ставки ВГК                                                              | -                                                                              | -                                                                              | -                                                                              | -          |
| 01.12.1942 года                                                                | Юго-Западный фронт                                                             | 1-я гвардейская армия                                                          | -                                                                              | -                                                                              | -          |
| 01.01.1943 года                                                                | Юго-Западный фронт                                                             | 1-я гвардейская армия                                                          | -                                                                              | -                                                                              | -          |
| 01.02.1943 года                                                                | Юго-Западный фронт                                                             | 1-я гвардейская армия                                                          | -                                                                              | -                                                                              | -          |
| 01.03.1943 года                                                                | Юго-Западный фронт                                                             | 1-я гвардейская армия                                                          | -                                                                              | -                                                                              | -          |
| 01.04.1943 года                                                                | Юго-Западный фронт                                                             | 6-я армия                                                                      | -                                                                              | -                                                                              | -          |
| 01.05.1943 года                                                                | Юго-Западный фронт                                                             | 6-я армия                                                                      | -                                                                              | -                                                                              | -          |
| 01.06.1943 года                                                                | Юго-Западный фронт                                                             | 6-я армия                                                                      | -                                                                              | -                                                                              | -          |
| 01.07.1943 года                                                                | Юго-Западный фронт                                                             | 6-я армия                                                                      | -                                                                              | -                                                                              | -          |
| 01.08.1943 года                                                                | Юго-Западный фронт                                                             | 1-я гвардейская армия                                                          | -                                                                              | -                                                                              | -          |
| 01.09.1943 года                                                                | Юго-Западный фронт                                                             | 6-я армия                                                                      | -                                                                              | -                                                                              | -          |
| 01.10.1943 года                                                                | Юго-Западный фронт                                                             | 6-я армия                                                                      | -                                                                              | -                                                                              | -          |
| 01.11.1943 года                                                                | 3-й Украинский фронт                                                           | 8-я гвардейская армия                                                          | -                                                                              | -                                                                              | -          |
| 01.12.1943 года                                                                | 3-й Украинский фронт                                                           | 8-я гвардейская армия                                                          | -                                                                              | -                                                                              | -          |
| 01.01.1944 года                                                                | 3-й Украинский фронт                                                           | 8-я гвардейская армия                                                          | -                                                                              | -                                                                              | -          |
| 01.02.1944 года                                                                | 3-й Украинский фронт                                                           | 8-я гвардейская армия                                                          | -                                                                              | -                                                                              | -          |
| 01.03.1944 года                                                                | 3-й Украинский фронт                                                           | 8-я гвардейская армия                                                          | -                                                                              | -                                                                              | -          |
| 01.04.1944 года                                                                | 3-й Украинский фронт                                                           | 8-я гвардейская армия                                                          | -                                                                              | -                                                                              | -          |
| 01.05.1944 года                                                                | 3-й Украинский фронт                                                           | 8-я гвардейская армия                                                          | -                                                                              | -                                                                              | -          |
| 01.06.1944 года                                                                | 3-й Украинский фронт                                                           | 8-я гвардейская армия                                                          | -                                                                              | -                                                                              | -          |
| 01.07.1944 года                                                                | 1-й Белорусский фронт                                                          | 8-я гвардейская армия                                                          | -                                                                              | -                                                                              | -          |
| 01.08.1944 года                                                                | 1-й Белорусский фронт                                                          | 8-я гвардейская армия                                                          | -                                                                              | -                                                                              | -          |
| 01.09.1944 года                                                                | 1-й Белорусский фронт                                                          | 8-я гвардейская армия                                                          | -                                                                              | -                                                                              | -          |
| 01.10.1944 года                                                                | 1-й Белорусский фронт                                                          | 8-я гвардейская армия                                                          | -                                                                              | -                                                                              | -          |
| 01.11.1944 года                                                                | 1-й Белорусский фронт                                                          | 8-я гвардейская армия                                                          | -                                                                              | -                                                                              | -          |
| 01.12.1944 года                                                                | 1-й Белорусский фронт                                                          | 8-я гвардейская армия                                                          | -                                                                              | -                                                                              | -          |
| 01.01.1945 года                                                                | 1-й Белорусский фронт                                                          | 8-я гвардейская армия                                                          | -                                                                              | -                                                                              | -          |
| 01.02.1945 года                                                                | 1-й Белорусский фронт                                                          | 8-я гвардейская армия                                                          | -                                                                              | -                                                                              | -          |
| 01.03.1945 года                                                                | 1-й Белорусский фронт                                                          | 8-я гвардейская армия                                                          | -                                                                              | -                                                                              | -          |
| 01.04.1945 года                                                                | 1-й Белорусский фронт                                                          | 8-я гвардейская армия                                                          | -                                                                              | -                                                                              | -          |
| 01.05.1945 года                                                                | 1-й Белорусский фронт                                                          | 8-я гвардейская армия                                                          | -                                                                              | -                                                                              | -          |

## Командиры
- гвардии подполковник Холодов Иван Нестерович.

## Награды и наименования
| Награда                | Дата       | За что получена |
| ---------------------- | ---------- | --------------- |
| Одесский               | 19.04.1944 | -               |
| Орден Красного Знамени | -          |                 |